# George Kooymans
George Kooymans, rodným jménem George Jan Kooymans, (11. března 1948, Haag, Nizozemsko – 23. července 2025) byl nizozemský kytarista, zpěvák, hudební producent, skladatel a zakládající člen rockové skupiny Golden Earring. V roce 1975 se podílel na albu Red White Blue skupiny Cuby + Blizzards. V roce 1981 hrál na kytaru na albu Modern Times Revive od Hermana Brooda.
V roce 2021 ukončil kvůli ALS kariéru, načež skupina Golden Earring zanikla (poslední koncert odehrála v roce 2019). Zemřel v roce 2025 ve věku 77 let.

## Diskografie

### Sólová
- Jojo (1972)[5]
- Solo (1987)
- On Location (2010) – s Frankem Carillem[6]

### s Golden Earring

#### Studiová alba
- Just Earrings (1965)
- Winter-Harvest (1967)
- Miracle Mirror (1968)
- On the Double (1969)
- Eight Miles High (1969)
- Golden Earring (nebo také Wall of Dolls) (1970)
- Seven Tears (1971)
- Together (1972)
- Moontan (1973)
- Switch (1975)
- To the Hilt (1976)
- Contraband (nebo také Mad Love) (1976)
- Grab It for a Second (1978)
- No Promises...No Debts (1979)
- Prisoner of the Night (1980)
- Cut (1982)
- N.E.W.S. (1984)
- The Hole (1986)
- Keeper of the Flame (1989)
- Bloody Buccaneers (1991)
- Face It (1994)
- Love Sweat (1995)
- Paradise in Distress (1999)
- Millbrook U. S. A. (2003)
- Tits 'n Ass (2012)